# Jon Egiarte
Jon Egiarte Solaegi, conocido como Tati Egiarte (Amorebieta-Echano, Vizcaya; 7 de agosto de 1960-25 de septiembre de 2018), fue un ciclista español, profesional entre 1983 y 1990, años durante los que consiguió una única pero gran victoria, en la decimoquinta etapa de la Vuelta a España de 1986.

## Biografía
Sus inicios en el ciclismo fueron muy prometedores, proclamándose en 1977 campeón de España en categoría Junior en la modalidad de contrarreloj por equipos (junto con Jon Koldo Urien, Federico Etxabe y Julián Gorospe). Este último campeonato lo repitió ya en amateur, en el año 1981 (junto con Jon Koldo Urien, Sabino Angoitia y Julián Gorospe), habiendo logrado el subcampeonato el año anterior (junto con Julián Gorospe, Federico Etxabe y García Robles). 
Su paso al campo profesional fue más complicado, destacando en sus últimos años en la modalidad de ciclocrós, obteniendo un subcampeonato de España de la modalidad.
Falleció a consecuencia de un ictus.

## Palmarés
1986
- 1 etapa de la Vuelta a España

1987
- 2.º en el Campeonato de España de Ciclocrós

1989
- 3.º en el Campeonato de España de Ciclocrós

1990
- 3.º en el Campeonato de España de Ciclismo de Montaña

## Resultados en Grandes Vueltas y Campeonato del Mundo
Durante su carrera deportiva ha conseguido los siguientes puestos en las Grandes Vueltas y en los Campeonatos del Mundo en carretera:
| Carrera         | 1983 | 1984 | 1985 | 1986 | 1987 | 1988 | 1989 | 1990 |
| --------------- | ---- | ---- | ---- | ---- | ---- | ---- | ---- | ---- |
| Giro de Italia  | -    | -    | -    | -    | Ab.  | -    | -    | -    |
| Tour de Francia | -    | -    | -    | -    | -    | -    | -    | -    |
| Vuelta a España | 46.º | 48.º | 79.º | 91.º | Ab.  | 83.º | -    | -    |
| Mundial en Ruta | -    | -    | -    | -    | -    | -    | -    | -    |

-: no participa
Ab.: abandono

## Equipos
- Hueso (1983-1985)
- Zahor (1986-1987)
- Caja Rural-Orbea (1988)
- Independiente (1989-1990)